# Mondial
A Mondial egy román beatzenekar, mely 1966-ban alakult Bukarestben.

## Tagok
- Filip Merca (basszus)
- Gabriel Dragan (vokál)
- Gabriel Litvin (gitár)
- Mihai Cernea (dob)
- Mircea Dragan (orgona)
- Romeo Vanica (zongora)
- Vlad Gabrielescu (gitár, vokál)
- Drakos Vasiliu (gitár)
- Florin Dimitru (dob)
- Radu Stoica (vokál)
- Iuliu Merca (gitár, vokál)
- Cornel Liuba (dob)
- Idu Barbu (orgona)
- Tiberiu Repliuc (vokál)

## Lemezeik

### Nagylemezek
- Mondial (Electrecord, mono: EDE 0543, stereo: ST-EDE 0544, 1971)

### Kislemezek
- Romanta fara ecou / Primavara / De va veni la tine vintul / Atit de frageda (EP, 1969)

### Válogatások
- Mondial und das Electrecord Orchester (Amiga 8 55 294, 1972, német kiadás, válogatás a Mondial valamint az Electrecord zenekar dalaiból)

## Külső hivatkozások
- rateyourmusic.com